# Healedet
Healedet, Kleva 1:1 este o arie protejată (arie specială de conservare — SAC, sit de importanță comunitară — SCI) din Suedia întinsă pe o suprafață de 3,9 ha, integral pe uscat.

## Localizare
Centrul sitului Healedet, Kleva 1:1 este situat la coordonatele 58°12′08″N 13°26′27″E / 58.2021°N 13.4408°E.

## Înființare
Situl Healedet, Kleva 1:1 a fost declarat sit de importanță comunitară în ianuarie 1998 pentru a proteja . Situl a fost protejat și ca arie specială de conservare în martie 2011.

## Biodiversitate
Situată în ecoregiunea boreală, aria protejată conține 2 habitate naturale: Pajiști cu Molinia pe soluri calcaroase, turboase sau argilos-nămoloase (Molinion caeruleae), Pajiști uscate seminaturale și facies de acoperire cu tufișuri pe substraturi calcaroase (Festuco-Brometalia) (* situri importante pentru orhidee).
La baza desemnării sitului se află un număr nedeclarat de specii protejate: